# 卡羅內拉峰

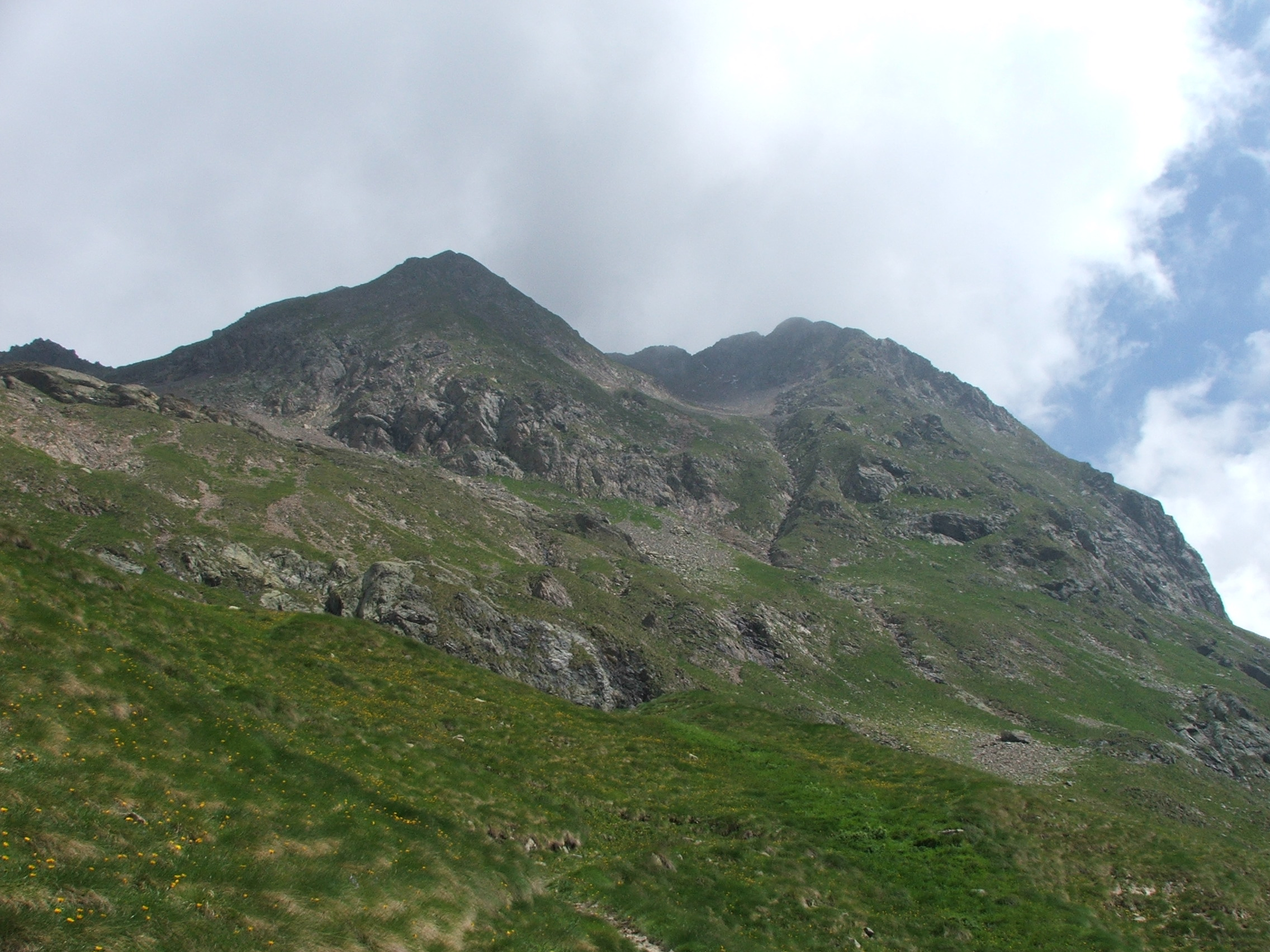

46°05′26″N 10°05′26″E / 46.09056°N 10.09056°E
卡羅內拉峰（義大利語：Cime di Caronella），是意大利的山峰，位於該國北部，由倫巴底大區負責管轄，屬於貝爾加莫阿爾卑斯山脈的一部分，該山峰海拔高度2,871米。